# خالدة عنايت نور
خالده عنايت نور هي عالمة رياضيات باكستانية حصلت على جائزة فخر الأداء من قبل رئيس باكستان في عام 2011. شملت موضوعات بحثها التحليل الرياضي، وعدم مساواة المتغيرات.

## السيرة الذاتية
حصلت خالده على درجتي الماجستير والبكالوريوس من جامعة البنجاب في لاهور عامي 1967 و1965 على التوالي، كما حصلت على درجة الماجستير في فلسفة الرياضيات من جامعة القائد الأعظم عام 1968 وعلى الدكتوراه. من جامعة ويلز عام 1972. من 1980 إلى 1981، كانت مستشارة طلابية وعضو مجلس الدراسات في الجامعة الإسلامية، بهاولبور ومن 1982 إلى 1988 كانت عضوًا في لجنة المعادلات في الرياض، المملكة العربية السعودية.
في عام 2010، كانت عضوة في هيئة تحرير العديد من المجلات الدولية في علوم الرياضيات والهندسة، ونشرت ما يصل إلى 300 ورقة بحثية في مجلات علمية رائدة على مستوى عالمي. وهي أيضًا عضو في لجنة التعليم العالي في باكستان وعالمة رياضيات معتمدة في المملكة المتحدة. إلى جانب هذه المؤهلات، فهي أيضًا زميلة في معهد الرياضيات وتطبيقاتها. وكانت خالده أيضاً أستاذة رياضيات في جامعة الإمارات العربية المتحدة.  في أكتوبر 1996، ظهرت إحدى أوراقها في مجلة الرياضيات.

## مكانتها كعالمة رياضيات
هي زميلة وعضوة في الجمعيات العلمية التالية:
- عضوة في جمعية الرياضيات الأمريكية بالولايات المتحدة الأمريكية.[3]
- عضوة مدى الحياة في مجتمع بنچاب للرياضيات في باكستان.
- زميلة في معهد الرياضيات وتطبيقاتها باللملكة المتحدة.[3]

## وصلات خارجية
- منشورات خالدة عناية نور المفهرسة بواسطة الباحث العلمي - من قوقل

- السيرة الذاتية للدكتورة خالدة عناية نور